# Premio Princesa de Asturias de Ciencias Sociales
Los Premios Princesa de Asturias de Ciencias Sociales (Premios Príncipe de Asturias de Ciencias Sociales hasta 2014) son concedidos, desde 1981, a la persona, grupo de personas o institución cuya labor creadora o de investigación en los campos de la antropología, derecho, economía, geografía, historia, psicología, sociología y demás ciencias sociales represente una contribución relevante al desarrollo de las mismas en beneficio de la humanidad.

## Lista de galardonados
| Año     | Premiado                                                     | Actividad                                                                            | Nacionalidad          |
| ------- | ------------------------------------------------------------ | ------------------------------------------------------------------------------------ | --------------------- |
| 1981    | Román Perpiñá Grau                                           | Economista                                                                           | España                |
| 1982    | Antonio Domínguez Ortiz                                      | Historiador                                                                          | España                |
| 1983    | Julio Caro Baroja                                            | Antropólogo, historiador, lingüista y ensayista                                      | España                |
| 1984    | Eduardo García de Enterría                                   | Jurista                                                                              | España                |
| 1985    | Ramón Carande                                                | Historiador y economista                                                             | España                |
| 1986    | José Luis Pinillos                                           | Psicólogo                                                                            | España                |
| 1987    | Juan José Linz                                               | Politólogo                                                                           | España                |
| 1988    | Luis Díez del Corral Luis Sánchez Agesta                     | Jurista y politólogo Político, jurista e historiador                                 | España                |
| 1989    | Enrique Fuentes Quintana                                     | Economista                                                                           | España                |
| 1990    | Rodrigo Uría González                                        | Jurista                                                                              | España                |
| 1991    | Miguel Artola Gallego                                        | Historiador                                                                          | España                |
| 1992    | Juan Velarde Fuertes                                         | Economista                                                                           | España                |
| 1993    | Silvio Zavala                                                | Historiador y diplomático                                                            | México                |
| 1994    | Aurelio Menéndez                                             | Jurista                                                                              | España                |
| 1995    | Joaquim Veríssimo Serrão                                     | Historiador                                                                          | Portugal              |
| 1995    | Miquel Batllori                                              | Sacerdote e historiador                                                              | España                |
| 1996    | John Huxtable Elliott                                        | Historiador e hispanista                                                             | Reino Unido           |
| 1997    | Martín de Riquer                                             | Escritor y filólogo                                                                  | España                |
| 1998    | Pierre Werner Jacques Santer                                 | Políticos                                                                            | Luxemburgo            |
| 1999    | Raymond Carr                                                 | Historiador e hispanista                                                             | Reino Unido           |
| 2000    | Carlo Maria Martini                                          | Cardenal                                                                             | Italia                |
| 2001    | Juan Iglesias Santos                                         | Jurista                                                                              | España                |
| 2001    | El Colegio de México                                         | Institución de educación superior e investigación en ciencias sociales y humanidades | México                |
| 2002    | Anthony Giddens                                              | Sociólogo                                                                            | Reino Unido           |
| 2003    | Jürgen Habermas                                              | Filósofo y sociólogo                                                                 | Alemania              |
| 2004    | Paul Krugman                                                 | Economista y periodista                                                              | Estados Unidos        |
| 2005    | Giovanni Sartori                                             | Politólogo                                                                           | Italia                |
| 2006    | Mary Robinson                                                | Política y abogada                                                                   | Irlanda               |
| 2007    | Ralf Dahrendorf                                              | Sociólogo, filósofo, politólogo y político                                           | Alemania              |
| 2008    | Tzvetan Todorov                                              | Lingüista, filósofo, historiador, crítico y teórico literario                        | Bulgaria Francia      |
| 2009    | David Attenborough                                           | Naturalista                                                                          | Reino Unido           |
| 2010[1] | Equipo arqueológico que descubrió los guerreros de terracota | Arqueología                                                                          | China                 |
| 2011    | Howard Gardner                                               | Psicólogo                                                                            | Estados Unidos        |
| 2012    | Martha Nussbaum                                              | Filósofa                                                                             | Estados Unidos        |
| 2013    | Saskia Sassen                                                | Socióloga                                                                            | Países Bajos          |
| 2014    | Joseph Pérez                                                 | Historiador e hispanista                                                             | Francia               |
| 2015    | Esther Duflo                                                 | Economista                                                                           | Francia               |
| 2016    | Mary Beard                                                   | Historiadora y académica especializada en estudios clásicos                          | Reino Unido           |
| 2017    | Karen Armstrong                                              | Escritora                                                                            | Reino Unido           |
| 2018    | Michael J. Sandel                                            | Filósofo                                                                             | Estados Unidos        |
| 2019    | Alejandro Portes                                             | Sociólogo                                                                            | Cuba · Estados Unidos |
| 2020    | Dani Rodrik                                                  | Economista                                                                           | Turquía               |
| 2021    | Amartya Sen                                                  | Economista                                                                           | India                 |
| 2022    | Eduardo Matos Moctezuma                                      | Arqueólogo                                                                           | México                |
| 2023    | Hélène Carrère d'Encausse                                    | Historiadora                                                                         | Francia               |
| 2024    | Michael Ignatieff                                            | Escritor, académico y político                                                       | Canadá                |
| 2025    | Douglas Massey                                               | Sociólogo                                                                            | Estados Unidos        |

## Galardonados por país
| País           | Número de galardonados |
| -------------- | ---------------------- |
| España         | 16                     |
| Reino Unido    | 6                      |
| Estados Unidos | 5                      |
| Francia        | 4                      |
| México         | 3                      |
| Alemania       | 2                      |
| Italia         | 2                      |
| Bulgaria       | 1                      |
| Canadá         | 1                      |
| China          | 1                      |
| Cuba           | 1                      |
| India          | 1                      |
| Irlanda        | 1                      |
| Luxemburgo     | 1                      |
| Países Bajos   | 1                      |
| Portugal       | 1                      |
| Turquía        | 1                      |